# Дачжоу
Дачжоу (кит. спр. 达州市, піньїнь: Dázhōu Shì) — місто-округ в китайській провінції Сичуань. 

## Географія
Дачжоу розташовується у східній частині провінції.

### Клімат
Місто знаходиться у зоні, котра характеризується вологим субтропічним кліматом. Найтепліший місяць — серпень із середньою температурою 27.5 °C (81.5 °F). Найхолодніший місяць — січень, із середньою температурою 5.9 °С (42.6 °F).
| Клімат Дачжоу           | Клімат Дачжоу | Клімат Дачжоу | Клімат Дачжоу | Клімат Дачжоу | Клімат Дачжоу | Клімат Дачжоу | Клімат Дачжоу | Клімат Дачжоу | Клімат Дачжоу | Клімат Дачжоу | Клімат Дачжоу | Клімат Дачжоу | Клімат Дачжоу |
| Показник                | Січ.          | Лют.          | Бер.          | Квіт.         | Трав.         | Черв.         | Лип.          | Серп.         | Вер.          | Жовт.         | Лист.         | Груд.         | Рік           |
| Середня температура, °C | 5,9           | 7,5           | 12,1          | 17,3          | 21,3          | 24,5          | 27,3          | 27,5          | 22,5          | 17,6          | 12,4          | 7,6           | 17            |
| Норма опадів, мм        | 15            | 16.2          | 46.3          | 99.8          | 148.4         | 157.2         | 211.3         | 170.8         | 177.1         | 107.3         | 48.9          | 21.4          | 1219.7        |
| Днів з опадами          | 10,4          | 9,5           | 11,7          | 13,8          | 15,4          | 13,7          | 13,4          | 11,9          | 15,6          | 16,9          | 15,2          | 11,9          | 159,4         |
| Вологість повітря, %    | 78.1          | 76.2          | 75.1          | 76.7          | 77.2          | 76.1          | 78.4          | 76.3          | 81.2          | 82.9          | 82.5          | 80.1          | 78.4          |
| ----------------------- | ------------- | ------------- | ------------- | ------------- | ------------- | ------------- | ------------- | ------------- | ------------- | ------------- | ------------- | ------------- | ------------- |
| Джерело: Weatherbase    |               |               |               |               |               |               |               |               |               |               |               |               |               |